# Provence (gmina)
Provence – miejscowość i gmina (commune) w zachodniej Szwajcarii, w kantonie Vaud, w okręgu (district) Jura-Nord vaudois. 

## Demografia
W Provence mieszkają 402 osoby. W 2021 roku 10,9% populacji gminy stanowiły osoby urodzone poza Szwajcarią.